# Rogatica
La municipalidad de Rogatica se localiza dentro de la región de Sarajevo-Romanija, dentro de la República Srpska, en Bosnia y Herzegovina.

## Localidades
Esta municipalidad de la República Srpska, localizada en Bosnia y Herzegovina se encuentra subdividida en las siguientes localidades a saber:
- Agarovići
- Babljak
- Beći
- Begzadići
- Beheći
- Berkovići
- Bjelogorci
- Blažujevići
- Borač
- Borika
- Borovac
- Borovsko
- Božine
- Brankovići
- Brčigovo
- Brda
- Brezje
- Bulozi
- Burati
- Čadovina
- Čavčići
- Čubrići
- Dobrače
- Dobrašina
- Dobromerovići
- Dobrouščići
- Drobnići
- Dub
- Dumanjići
- Đedovići
- Ferizovići
- Gazije
- Godomilje
- Golubovići
- Grivci
- Gučevo
- Guždelji
- Jarovići
- Jasenice
- Kamen
- Karačići
- Kopljevići
- Kovanj
- Kozarde
- Kozići
- Kramer Selo
- Krvojevići
- Kujundžijevići
- Kukavice
- Kusuci
- Lađevine
- Laze
- Lepenica
- Lubardići
- Ljubomišlje
- Mahala
- Maravići
- Medna Luka
- Mesići
- Mislovo
- Mrgudići
- Nahota
- Obrtići
- Okruglo
- Orahovo
- Osovo
- Otričevo
- Pašić Kula
- Pavičina Kula
- Pešurići
- Pijevčići
- Planje
- Pljesko
- Plješevica
- Podgaj
- Pokrivenik
- Pribošijevići
- Pripećak
- Prosječeno
- Purtići
- Radič
- Rađevići
- Rakitnica
- Ribioc
- Rogatica
- Rusanovići
- Seljani
- Sjemeć
- Sjeversko
- Slap
- Sočice
- Stara Gora
- Starčići
- Stari Brod
- Stjenice
- Stop
- Strmac
- Sudići
- Surovići
- Šatorovići
- Šena Krena
- Šetići
- Šljedovići
- Šljivno
- Štavanj
- Trnovo
- Varošište
- Vragolovi
- Vratar
- Vražalice
- Vrelo
- Vrlazje
- Zagajevi
- Zagorice
- Zakomo
- Ziličina
- Žepa
- Živaljevići
- Živaljevina

## Geografía
Rogatica se encuentra en un valle en el este de Bosnia-Herzegovina, a unos 60 kilómetros de Sarajevo. El municipio está rodeado por los de Han Pijesak, Milici, Novo Gorazde, Pale, Rudo, Visegrad y Sokolac.

## Demografía
Si se considera que la superficie total de este municipio es de 131 kilómetros cuadrados y su población está compuesta por unas 21.978 personas, se puede estimar que la densidad poblacional de esta municipalidad es de 33 habitantes por cada kilómetro cuadrado de esta división administrativa.